# Jean Malherbe
Jean/Jan Malherbe (gedoopt Olne, 22 februari 1741 - Amsterdam, 15 mei 1800) was een Nederlands violist.

## Leven
Hij trok allereerst naar Rome, waar hij tussen 1759 tot 1763 verbleef na een opleiding aan het College Liègeois. Hij vestigde zich in Maastricht (1763/1764). Hij werd echter bekender in Den Haag. Hij was er hofviolist bij de hofkapel van Willem V van Oranje-Nassau als ook de Franse comedie in Den Haag. Hij was viooldocent van prins Willem George Frederik van Oranje-Nassau, zoon van Willem V, die op jonge leeftijd op het slagveld stierf. Hij was vanaf 1795 eerste violist van de Hollandse Schouwburg in Amsterdam. Hij werd begraven op het "Heiligsewegs en Leidsche Kerkhof" in Amsterdam. Hij liet zijn vrouw Christina Joanna van Steensel (of Johanna Christina van Steensel) met zeven kinderen achter. Van Steensel overleed nauwelijks een jaar later (begraven op hetzelfde kerkhof op 12 februari 1801); hun oudste kind was toen circa 17 jaar. Zoon Joannes Baptista Marinus Malherbe bracht het desalniettemin tot ambtenaar/klerk bij het ministerie van Marine.

## Nalatenschap
In 1990 dook echter een uitgebreide briefwisseling op in het Gemeentearchief van Amsterdam. Christina van Steensel had de correspondentie met haar man van tussen 1782 (jaar van huwelijk) en 1800 (zijn overlijden) bijeengehouden en ook na haar overlijden bleef hun correspondentie bij elkaar bewaard. Daaruit bleek dat Malherbe overgeleverd was aan de nukken van Willem V. Zo moest hij bijvoorbeeld naar een nieuwe baan zoeken toen Willem V het orkest zonder blikken of blozen ophief toen hij naar Engeland vertrok. De echtelieden zagen elkaar zelden; bovendien was er een taalprobleem. Malherbe sprak/schreef alleen Frans, Van Steensel alleen Nederlands. Wat voor beiden gold is dat zij zich in de hogere kringen bevonden. Zij was dochter van een Haags brouwer annex herbergier, die hoge gasten ontving. De briefwisseling laat een tijdsbeeld zien van opvoeding van kinderen in een huwelijk waarbij de man en vrouw elkaar amper zagen. In 1962 verscheen over hem La vie du violoniste Jean Malherbe d’apres ses lettres inédites bij Bruxelles Palais des académies van Monique De Smet.
- Bibliothèque nationale de France: cb14428021q (data)
- Gemeinsame Normdatei: 130953881
- International Standard Name Identifier: 0000 0000 5375 5301
- Library of Congress Control Number: n95043175
- Nederlandse Thesaurus van Auteursnamen: 070719330
- LIBRIS: 286818
- Système universitaire de documentation: 085872237
- Virtual International Authority File: 22359536
- WorldCat: E39PBJtCxJFgtwbb9p6CxhqWjC